# Pipistrellus raceyi
Pipistrellus raceyi es una especie de murciélago de la familia Vespertilionidae.

## Distribución geográfica
Es endémica de Madagascar.